# There Will Always Be Instruments
There Will Always Be Instruments ist ein Album des Spherule Trio bestehend aus Patrick Shiroishi, Kevin Sims und Lucas Brode. Die 2021 entstandenen Aufnahmen erschienen am 24. Februar 2023 als Audiokassette in limitierter Auflage und als Download auf Orb Tapes.

## Hintergrund
Bestehend aus Patrick Shiroishi am Saxophon, Kevin Sims am Schlagzeug und Lucas Brode an der Gitarre (und offenbar Schraubenziehern) macht das Spherule Trio Musik, die irgendwo zwischen direkter Improvisation und gesteuerter Spontaneität schwebt, schrieb Joshua Pickard. Das Material wurde Stück für Stück aufgebaut, wobei jeder Musiker das, was ihm während der COVID-19-Pandemie in den Vereinigten Staaten zugesandt wurde, ergänzte, geleitet von verschiedenen visuellen Hilfsmitteln, die als Hinweise dafür dienten, wie sich die Musik entwickeln sollte.

## Titelliste
- Spherule Trio: There Will Always Be Instruments (Orb Tapes OT-117)[2]

1. There Will Always Be Instruments 9:36
2. Radical Shade 7:49
3. Other Mythological Thievery 9:46
4. Ask Their Ankles 10:06

## Rezeption
Diese Klänge seien alle improvisiert, was zu einem des Albums mit vier Tracks führe, das zwischen chaotischen Experimentierphasen und Momenten schwanke, die manchmal zurückhaltend und sogar introspektiv wirken, schrieb Joshua Pickard (Beats Per Minute). In die lärmenden Abgründe dieser Stücke zu fallen bedeute, die gebrochene Natur der kollektiven Inspirationen der Künstler zu akzeptieren und sich mit einem riesigen Raster aus aufeinanderprallenden Rhythmen und widersprüchlichen emotionalen Katharsis zu umgeben. Bei diesen Stücken würde es um Zusammenarbeit gehen, nicht um Individualismus – There Will Always Be Instruments blicke neugierig auf die kreativen Impulse hinter der Musik, schwelge im Zusammenspiel jedes Einzelnen und strebe danach, die verborgenen Geheimnisse zu entdecken, die ihren Schaffensdrang befeuern.